# 権順天
権 順天（クォン スンチュン、朝: 권순천、英: Kwon Soon-Chun、1959年4月24日 - ）は、大韓民国のプロボクサー。ソウル出身。元IBF世界フライ級王者。

## 来歴
1977年10月16日、プロデビュー。2回KO勝ちを収めた。
1979年8月11日、崔景權と対戦し初敗戦となる4回判定負け。その後も1980年12月7日に対楊麗麗戦で2回KO勝ち、1981年4月4日、対藤間嗣幸戦初回失格負けなどキャリアを重ねた。
1981年10月17日にはOPBF東洋太平洋スーパーフライ級王者ウィリアム・デベロスと対戦し、12回判定勝ちを収めOPBFスーパーフライ級の王座獲得に成功した。
その後は5度の防衛を重ね、1982年3月7日に対アリ・フォルメンテラ戦で初防衛（6回KO）、1982年5月8日、後にWBC世界スーパーフライ級王者となるパヤオ・プーンタラットとの対戦を12回判定勝ちで勝利し防衛2、1982年6月20日にノンタイトル戦の対エリド・フェルナンデス戦（3回TKO）を挟み、1982年9月19日、対ジョー・ヒヤース戦で防衛3（7回負傷判定勝利）、1983年1月2日対プハクタイ・リポヴィタン戦で防衛4（初回40秒KO）、1983年5月14日対パット・ブラセコ戦防衛5（2回KO）と王座防衛成功を重ねたが、続く1983年10月6日、OPBF東洋太平洋王座返上の上で大阪府立体育会館で世界ボクシング協会 (WBA)世界スーパーフライ級王者渡辺二郎とWBA世界王座を賭けて挑戦者として対戦したものの、11回終了時判定0-3（99-106、99-108、102-109）の負傷判定負けを喫し、WBA王座獲得に失敗しOPBF東洋太平洋王座もなくなりノンタイトルとなった。
1983年12月24日、レネ・ブサヨンと創設された初代IBF世界フライ級王座決定戦を争い、5回2分48秒KO勝ちを収めIBF王座獲得に成功した。
IBF王座防衛回数は7度に及び、1984年2月25日、対ロジャー・カスティーヨ戦にて初防衛（12回負傷判定勝利）、1984年5月19日、対イアン・クレイディ戦防衛2（15回判定勝利）、1984年9月7日、対ジョアクイン・フローレス・カラバイロ戦防衛3（12回2分56秒KO）。
しかし、先述のカラバイロ戦は実は「アルベルト・カストロ」という本来の挑戦者の名をかたった挑戦者であり、替え玉試合と酷評されることとなった。
1985年1月25日、後に3度を戦うこととなる鄭鐘寛との初対戦、15回判定1-1（145-145、146-143、143-145）で引き分けに終わったが、規定により4度目の防衛に成功。その後も防衛記録を伸ばし、1985年4月15日、対川島志伸戦3回40秒KO勝ち、この時点での防衛は5回。
続く1985年7月17日、鄭鐘寛と2回目の対戦、前戦と同様に15回判定1-1（142-143、145-143、142-142）再び引き分け防衛となり、防衛回数は6回になる。5か月後となる1985年12月20日にも鄭鐘寛と3回目の対戦、ここで4回1分15秒TKO負けを喫し、7度目の防衛に失敗し、IBF王座を失った。
1986年12月3日に対リトル・ホームス戦（3回KO勝ち）を挟みつつ、1987年5月17日、韓国釜山市でエリー・ピカルが王座を剥奪されたことに伴い空位となったIBF世界スーパーフライ級王座決定戦を張太日と争ったが、15回判定1-2（142-145、142-144、144-143）の判定負けを喫し、2階級制覇に失敗した試合を最後に現役を引退した。

## 獲得タイトル
- 第3代OPBF東洋太平洋スーパーフライ級王座（防衛5=返上）
- IBF世界フライ級王座（防衛6）